# Schistura cryptofasciata
Schistura cryptofasciata är en fiskart som beskrevs av Chen, Kong och Yang 2005. Schistura cryptofasciata ingår i släktet Schistura och familjen grönlingsfiskar. Inga underarter finns listade i Catalogue of Life.